# Ballangen
Ballangen é uma comuna da Noruega, com 929 km² de área e 2 693 habitantes (censo de 2004).         